# Stefanie Blochwitz

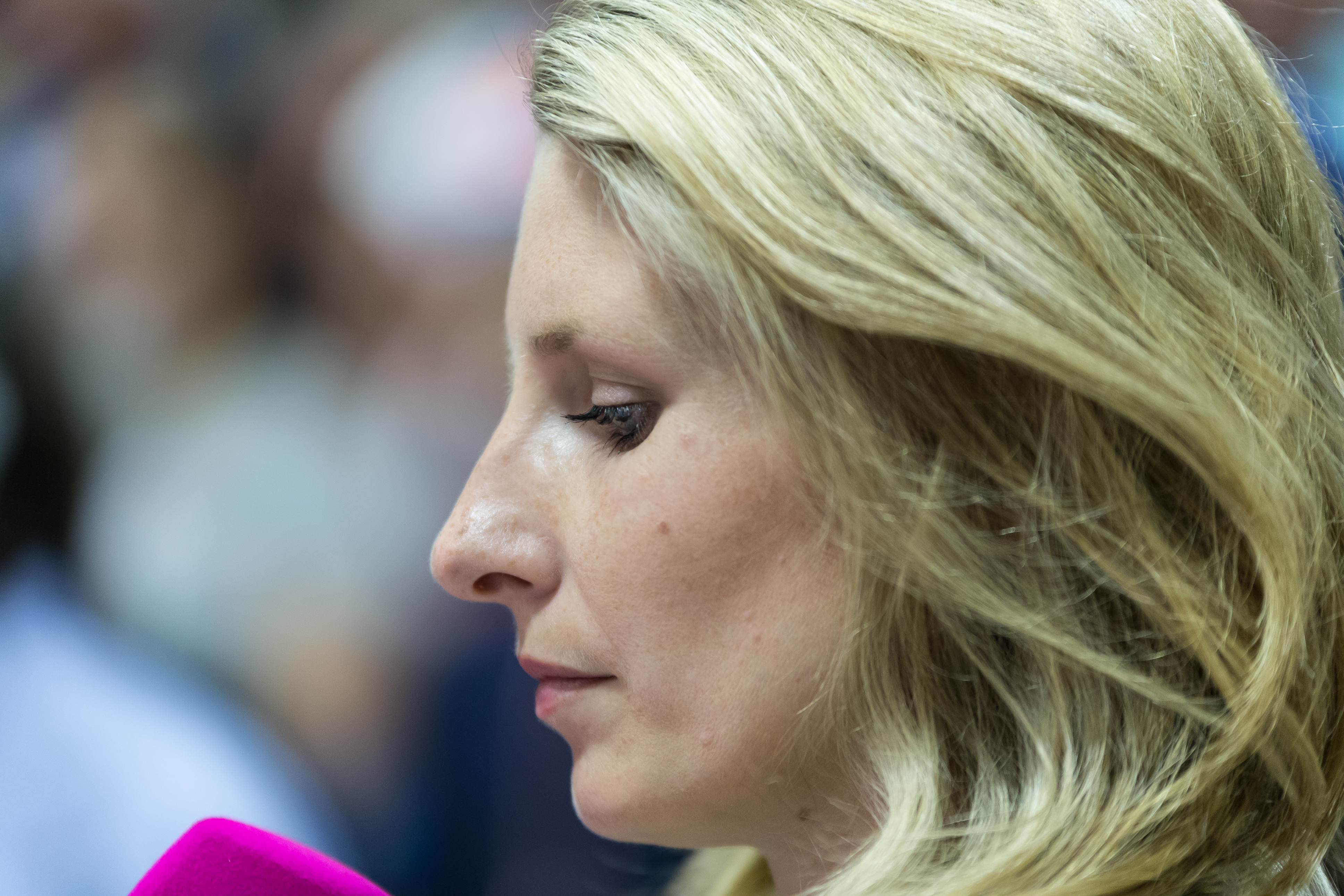
Stefanie Blochwitz

Stefanie Blochwitz (* 18. September 1990 in Spremberg, Bezirk Cottbus, DDR) ist eine deutsche Journalistin, Reporterin und Moderatorin.

## Leben
Blochwitz wuchs im brandenburgischen Spremberg auf. Nach dem Abitur an der Eliteschule des Sports in Leverkusen absolvierte sie an der Universität Bayreuth ein Studium der Medienwissenschaften und Betriebswirtschaftslehre (BWL) mit dem Schwerpunkt Sport, das sie erfolgreich mit dem Bachelor of Arts abschloss. Zudem ist sie als Basketballerin und Leichtathletin tätig. Bis 2018 moderierte Blochwitz beim Sportsender Sky etliche Sportsendungen bzw. Sportveranstaltungen. Von 2019 bis 2023 moderierte sie beim Mitteldeutschen Rundfunk (MDR) die Sendung Sachsen-Anhalt heute. Seit 2023 ist sie im Moderationsteam von MDR Aktuell tätig. Bei der Fußball-Europameisterschaft 2024, deren 51 Spiele von Magenta Sport übertragen werden, gehört sie zu dem von Johannes B. Kerner geleiteten Team aus 36 Sportreporterinnen und -reportern für die Live-Berichterstattung über das Event. Mit Kamila Benschop übernimmt sie dabei die Aufgabe, durch Deutschland zu reisen und die EM-Stimmung unter den Fans einzufangen.
Stefanie Blochwitz lebt in Leipzig.